# Ghiacciaio Alt
Il ghiacciaio Alt è un ghiacciaio lungo circa 7 km situato sulla costa di Oates, nella regione nord-occidentale della Dipendenza di Ross, in Antartide. In particolare, il ghiacciaio, il cui punto più alto si trova a circa 1200 m s.l.m., ha origine nella zona occidentale della dorsale degli Esploratori, nella parte centrale dei monti Bowers, e da qui fluisce verso ovest-sud-ovest fino ad unire il proprio flusso a quello del ghiacciaio Rennick a nord del monte Soza.

## Storia
Il ghiacciaio Alt è stato mappato da membri dello United States Geological Survey grazie a fotografie scattate durante ricognizioni aeree effettuate dalla marina militare statunitense nel periodo 1960-64, ed è stato poi così battezzato dal comitato consultivo dei nomi antartici in onore di Jean Alt, un osservatore e meteorologo francese di stanza alla base di ricerca Little America V nell'inverno del 1958.